# Deleni, Bacău
Deleni este un sat în comuna Helegiu din județul Bacău, Moldova, România.